# Standish O'Grady, segundo vizconde de Guillamore

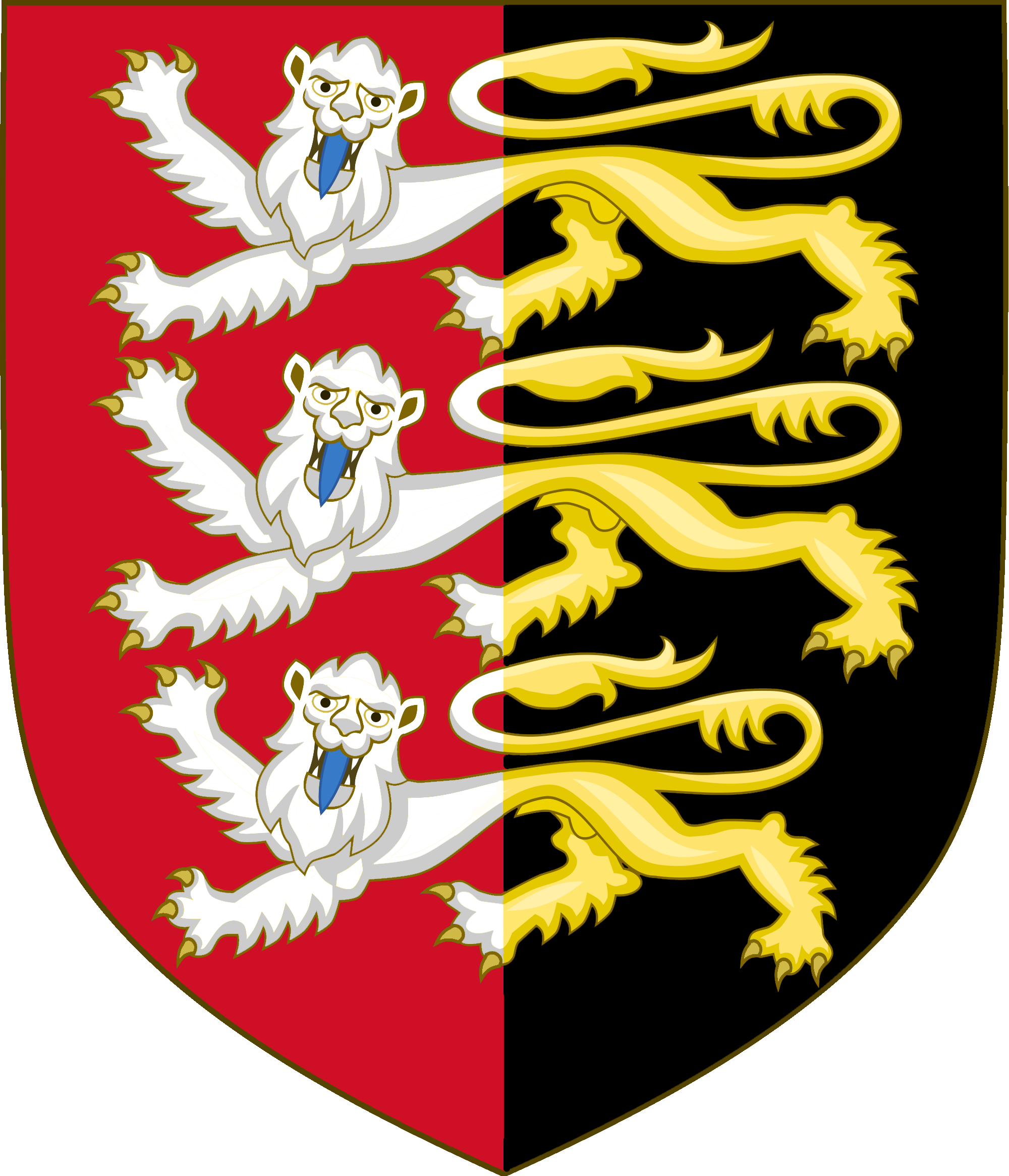
Brazos de O'Grady: per gules pálidos y sable, tres leones pasantes vigilantes pálidos per argent argent y o

El coronel Standish Darby O'Grady, segundo vizconde de Guillamore (26 de diciembre de 1792 - 22 de julio de 1848) de Cahir Guillamore, condado de Limerick , fue un político angloirlandés y un oficial del ejército británico. 

## Biografía
O'Grady nació el 26 de diciembre de 1792, el hijo mayor de Standish O'Grady, primer vizconde de Guillamore , y Katherine, hija de John Thomas Waller de Castletown. Fue educado en la Escuela Westminster en 1809; y Trinity College, Dublín (1809).
O'Grady fue comisionado en el ejército británico como enseña en el séptimo húsares en 1811. Promovido al teniente en 1812, fue en el séptimo húsares que luchó en la Campaña de Waterloo . El 17   En junio de 1815, tenía el mando de la tropa de los 7 húsares en la carretera de Genappe a Quatre Bras y participó en la acción en Genappe . El regimiento cubría la marcha británica desde Quatre Bras a Waterloo. Sir William Dörnberg dejó a O'Grady fuera de la ciudad en la carretera de Quatre Bras para controlar el avance de la caballería francesa mientras el cuerpo principal del regimiento avanzaba en fila a través del estrecho puente de Genappe y subiendo por la empinada calle de la ciudad. O'Grady avanzó a la cabeza de sus tropas tan pronto como aparecieron los franceses, y presentó un frente tan audaz que, después de un tiempo, se retiraron. Cuando se perdieron de vista, cruzó el puente a la entrada de Genappe. Tomó a su tropa al galope por la ciudad y se reunió con Sir William Dörnberg, quien había trazado el cuerpo principal del regimiento en la carretera en pendiente en el extremo de Waterloo de Genappe. Se produjo un severo combate de caballería cuando los lanceros franceses llegaron a la parte superior de la ciudad, en la que el regimiento de O'Grady hizo una carga galante, con una pérdida considerable.

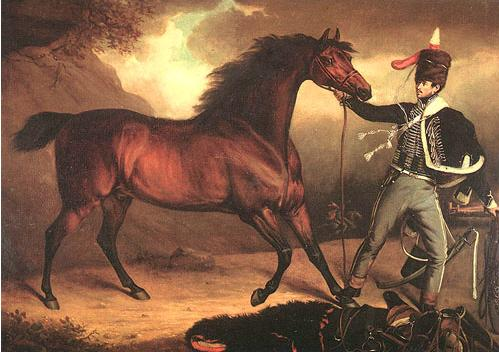
Pintura anónima de un séptimo Reina Real Húsar privado durante las guerras napoleónicas.

Al día siguiente, en la batalla de Waterloo , estaba estacionado en el suelo sobre Hougoumont, a la derecha británica.  Escribió en una carta a su padre justo después de la batalla: 

El séptimo tuvo la oportunidad de mostrar lo que podrían hacer si consiguieran un juego limpio. Cobramos doce o catorce veces, y una vez que cortamos un escuadrón de coraceros, todos los hombres de los cuales matamos en el lugar, excepto los dos oficiales y un  Marshal de Logis, A quien envié a la retaguardia.

 Dos cartas suyas al capitán William Siborne , que describen los movimientos de sus regimientos los días 17 y 18 de junio de 1815, están impresas en Waterloo Letters , editadas por el General de División HT Siborne (Londres, 1891, pp.   130–6).
Fue elegido en 1820 como miembro del Parlamento para el Condado de Limerick , y ocupó el escaño hasta 1826. Fue reelegido el 2   febrero de 1830, pero el 3 de mayo su nombre fue borrado de la declaración electoral y reemplazado con el de James Dawson . O'Grady fue reelegido en agosto de 1830 y sirvió hasta 1834.
Su carrera militar continuó en ataques y arranques. Después de Waterloo, fue ascendido a capitán, pero fue puesto en las reservas ("con media paga ") el próximo año, probablemente porque su padre quería que entrara en política. Sin embargo, no pudo ingresar al parlamento y volvió al servicio activo como capitán en el 18º Dragón en 1819. Después de su elección al parlamento, fue nuevamente asignado a las reservas en 1821. En 1825, todavía en las reservas, fue ascendido a mayor. Fue puesto en servicio activo con el pie 24 desde 1828 hasta 1829 cuando fue colocado en las reservas. En 1842 fue ascendido a Coronel y se convirtió en ayudante de campo de la reina Victoria el mismo año, un cargo que mantuvo hasta que murió.
Sucedió a la carrera como vizconde Guillamore el 21.   Abril de 1840 a la muerte de su padre, el 1er vizconde .
O'Grady murió repentinamente en Dublín el 22   Julio de 1848.
El 16   En octubre de 1828, se casó con Gertrude-Jane (murió en 1871), hija de Berkeley Paget . En 1832 habían tenido dos hijas. Algunos de sus otros hijos fueron: 
- Standish (1832–1860), tercer vizconde de Guillamore;[1][8]
- Paget Standish (1838–1877) cuarto vizconde de Guillamore;[1][8]
- Hardress Standish (1841–1918) quinto vizconde Guillamore;[1][8]
- Frederick Standish (1847–1927) sexto vizconde Guillamore.[8]

## Otras lecturas
- Jupp, P. J. (1986), «Co. Limerick»,  en Thorne, R., ed., The History of Parliament: the House of Commons 1790-1820, Boydell and Brewer.
- Lundy, Darryl (5 September 2013a), Standish Darby O'Grady, 2nd Viscount Guillamore, The Peerage.com, p. 858 §8571.